# Observatoire de la vie politique turque

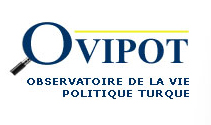
Logo de l'Observatoire de la vie politique turque

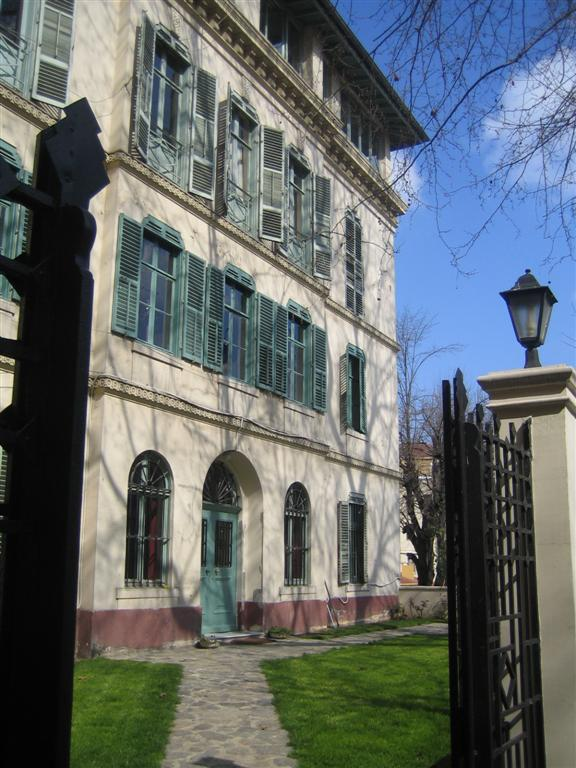
La Maison de l'Institut français d'études anatoliennes (IFEA) et de l'Observatoire de la vie politique turque - Istanbul, Turquie

L'Observatoire de la vie politique turque (OVIPOT) est un pôle de recherche de l’Institut français d'études anatoliennes (IFEA) d’Istanbul.

## Présentation générale
Créé en mars 2005, l’Observatoire de la vie politique turque (OVIPOT) est en cours de structuration. Son objet est la vie politique turque et plus généralement le système politique turc (institutions et acteurs, architecture constitutionnelle, débats contemporains, développement d’un État de droit, relations internationales). L’objectif principal de l’OVIPOT est de promouvoir une observation et une analyse du système politique turc en rapport avec les dynamiques de mutations et de réformes nées de la candidature de la Turquie à l’Union européenne. Dans ce cadre, l’OVIPOT souhaite favoriser les recherches comparatives et devenir un centre d’information, d’accueil et de ressources dans l’espace turco-européen et euro-méditerranéen.

## Compétences

### Un pôle de recherche et d’expertise
L’OVIPOT, outre les recherches menées par ses animateurs, participe à des programmes de recherche, organise des manifestations scientifiques et plus généralement favorise les échanges entre les institutions scientifiques turques et européennes travaillant sur ses thématiques de recherche.

### Un pôle de documentation et de ressources
L’OVIPOT met en ligne sur Internet progressivement un certain nombre d’informations, d’analyses et de ressources documentaires destinées aux spécialistes et aux chercheurs en sciences sociales qui sont amenés à travailler sur la Turquie. L’OVIPOT contribue également au renforcement de la bibliothèque de l’IFEA sur les thématiques politiques de la Turquie contemporaine.

### Un pôle d’accueil
L’OVIPOT accueille en permanence des étudiants, des doctorants et des chercheurs s’intéressant à la vie politique turque et à la candidature de la Turquie à l’Europe. Il organise à l’intention des étudiants européens en mobilité « Erasmus » un séminaire sur la Turquie contemporaine.